# Pink Soap
Pink Soap es un canal de televisión privado serbio, perteneciente a Pink Media Group, que emite a través de cable y IPTV.
La programación de Pink Soap está especialmente dirigida al público femenino, con una programación compuesta por telenovelas de América Latina, Europa, Turquía y India.

## La programación transmitida por Pink Soap

### Telenovelas de América Latina
- Caminho das Índias (Indija - ljubavna priča)
- Clase 406 (Lude godine)
- Corazón partido (Slomljeno srce)
- Cuando me enamoro (Sestre)
- Dama y obrero (Dama i radnik)
- Dame chocolate (Slatka tajna)
- Doña Bárbara (Donja Barbara)
- El clon (Zabranjena ljubav)
- Escobar, el patrón del mal (Eskobar: Gospodar zla)
- Kassandra (Kasandra)
- La fuerza del destino (Tajna ljubav)
- La impostora (Varalica)
- La reina del sur (Kraljica juga)
- La tempestad (Oluja)
- La que no podía amar (Žena koja nije mogla da voli)
- Ladrón de corazones (Kradljivac srca)
- Los herederos del Monte (Naslednici)
- Mariana & Scarlett (Marijana i Skarlet)
- Mi corazón insiste... en Lola Volcán (Moje srce kuca za Lolu)
- Perro amor (Opasne igre)
- Rosa diamante (Ružičasti dijamant)
- Una maid en Manhattan (Sobarica i senator)

### Telenovelas de Europa
- Aniela (Aniela)
- Bandolera (Bandolera)

### Telenovelas de Turquía
- Aşka sürgün (Ljubav na silu)
- Bahar dallari (Miris proleća)
- Benim için üzülme (Ne brini za mene)
- Dila hanım (Dila)
- Farklı desenler (Porodične veze)
- Küçük hanımefendi (Gospođica)
- Küçük sırlar (Male tajne)
- Küçük gelin (Zehra)
- Menekşe ile Halil (Ljubav i osveta)
- Muhteşem Yüzyıl (Sulejman Veličanstveni)
- Sıla (Sila)

### Telenovelas de India
- Balika vadhu (Mala nevesta)
- Laagi tujhse lagan (Nakuša)
- Na aana is des laado (Neželjene)
- Sasural Simar Ka (Simar)